# 海莉·貝莉
海莉·琳·貝莉（英語：Halle Lynn Bailey，2000年3月27日—），美國女歌手、詞曲作家和演員，和姊姊克蘿伊·貝莉共同組成二人女子團體「Chloe x Halle」。在影視圈，時常出演迪士尼製作的電視劇和電影，較著名的是在2023年電影《小美人魚》中主演愛麗兒。

## 生平
海莉·貝莉與姊姊克蘿伊出生於喬治亞州亞特蘭大，2012年年中搬到了洛杉磯。在喬治亞州期間，她在迪士尼出品的歌舞電視電影《閃亮的青春》（2012年）中扮演小角色。父親在姊妹倆十歲和八歲開始教她們如何寫歌。姊妹倆分別在13歲和11歲開設了一個YouTube頻道，封面是碧昂絲的〈從未擁有過的幸福〉。當將流行歌曲的翻唱上傳到該頻道時，她們自稱為Chloe x Halle。兩人於2012年4月登上《艾倫·狄珍妮秀》，首次亮相脫口秀。隔年在迪士尼電視劇《奧斯汀與艾莉》中客串演唱〈勢不可擋〉一歌。
2019年7月，迪士尼宣布貝莉將在羅伯·馬歇爾執導的《小美人鱼》的真人翻拍版中飾演愛麗兒公主。她還將為這部電影錄製和演唱原聲帶。貝莉飾演愛麗兒的選角引起了一些爭議，主要來自讓非裔美國人飾演該角並不忠於原版。Facebook和Instagram專門用於「捍衛愛麗兒」的頁面在這個時候開始湧現，並經常分享反對貝莉的選角和黑人女性美人魚的刻板形象之類種族主義論點。迪士尼用一封公開聲明回應了公眾，為他們的選角辯護。

## 争议

### 第94届奥斯卡金像奖动画玩笑事件
第94届奥斯卡金像奖的颁奖典礼上，海莉和曾参演《阿拉丁》的娜歐蜜·史考特和《仙履奇缘》的莉莉·詹姆斯颁发该届最佳动画片奖。三者在开场白中，她们表示动画片对“看过一遍又一遍”的孩子来说是“走过场”，其中娜歐蜜·史考特还补充说：“我都觉得有些家长明白我们说什么。”，连作为主持人的艾米·舒默亦称：“我唯一看过的动画只有《魔法满屋》，因为我的孩子。”。相关言论被动画产业人士严厉批评，认为是在延续动画电影仅限儿童观看的观点，而没看到行业自疫情以来持续不断为好莱坞贡献内容及收入。更具真争议的是，提名作品主要面向儿童的最佳动画短片奖未在电视转播中颁发。相关言论在动画产业从业者掀起“动画产业新政”（NewDeal4Animation）运动，要求取得和真人电影业者同等报酬、同等待遇和同等认可的背景下出现，学院做法被指是在蔑视动画、抹杀从业者的诉求。提名作品《智能大反攻》的制片人菲爾·洛德在推特反讽道：“把动画定义为孩子看、大人忍受的东西，简直是太酷了。”随后，影片官方社交媒体发表“动画是电影”（Animation IS cinema）的图片应和。

## 作品列表

### 電影
| 年份 | 標題                           | 角色                | 附註 |
| ---- | ------------------------------ | ------------------- | ---- |
| 2006 | 《終極假期》                   | Tina                |      |
| 2018 | 《孩子們都很好》               | 她自己              | 短片 |
| 2021 | 《為何太陽和月亮住在天空》（Why The Sun And The Moon Live In The Sky） | Sun                 | 短片 |
| 2023 | 《小美人魚》                   | 愛麗兒              |      |
| 2023 | 《界限》                       | Annabelle Bascom    |      |
| 2023 | 《紫色姐妹花》                 | Young Nettie Harris |      |

### 電視
| 年份      | 標題                                               | 角色       | 附註                              |
| --------- | -------------------------------------------------- | ---------- | --------------------------------- |
| 2007      | 《佩恩一家》                                       | Tiffany    | 單集：〈Why Can't We Be Friends〉 |
| 2012      | 《艾倫·狄珍妮秀》                                  | 她自己     | 1集（2012年4月9日）               |
| 2012      | 《閃亮的青春》                                     | 合唱團成員 | 電視電影                          |
| 2013      | 《奧斯汀與艾莉》                                   | 她自己     | 單集：〈Moon Week & Mentors〉     |
| 2016      | 《碧昂絲：檸檬特調》                               | 客串       | 電視特輯；章節：〈整夜〉          |
| 2018      | 《MTV自由说唱大对决》                              | 她自己     | 單集：〈Chloe x Halle〉           |
| 2018–2022 | 《成長不容易》                                     | Skylar     | 主演                              |
| 2020      | 《迪士尼家庭合唱会2》                              | 她自己     | 電視特輯                          |
| 2020      | 《凯莉秀》                                         | 她自己     | 1集（2020年7月9日）               |
| 2020      | 《迪士尼假日合唱會》                               | 她自己     | 電視特輯                          |
| 2021      | 《地球上最奇妙的故事：华特迪士尼世界的50年》       | 她自己     | 電視特輯                          |
| 2022      | 《迪克·克拉克與瑞安·西克雷斯特的2023年跨年搖滾夜》 | 她自己     | 電視特輯                          |

## 外部連結
- 海莉·貝莉的Instagram帳戶
- 海莉·貝莉在互联网电影资料库（IMDb）上的資料（英文）